# Štefan (priimek)
Štefan je priimek v Sloveniji in tujini. Po podatkih Statističnega urada Republike Slovenije je na dan 1. januarja 2011 v Slovenjiji uporabljalo ta priimek 109 oseb.

## Znani slovenski nosilci priimka
- Jožef Štefan (pravilen zapis imena Jožef Stefan ali Josef Stefan),  fizik, matematik in pesnik
- Rozka Štefan (1913—2011), jezikoslovka in prevajalka, polonistka
- Anja Štefan (*1969), pisateljica, pesnica in prevajalka

## Znani tuji nosilci priimka
- Jan Štefan (*1958), češki evangeličanski pastor in teolog
- Patrik Štefan (*1980), češko-ameriški hokejist